# Dangerous (album de Michael Jackson)
Pour les articles homonymes, voir Dangerous.
Albums de Michael Jackson
Bad
(1987) HIStory: Past, Present and Future, Book I
(1995)
Singles
1. Black or White
Sortie : 11 novembre 1991
2. Remember the Time
Sortie : 14 janvier 1992
3. In the Closet
Sortie : 20 avril 1992
4. Jam
Sortie : 13 juillet 1992
5. Who Is It
Sortie : 31 août 1992
6. Heal the World
Sortie : 23 novembre 1992
7. Give In to Me
Sortie : 15 février 1993
8. Will You Be There
Sortie : 28 juin 1993
9. Gone Too Soon
Sortie : 6 décembre 1993

Dangerous est le huitième album studio de Michael Jackson et le quatrième chez Epic Records, sorti le 26 novembre 1991. Il marque le début de la collaboration du chanteur avec Teddy Riley qui en est le coproducteur.
À ce jour, avec des ventes dépassant les 32 millions d'exemplaires, il est l'un des albums les plus vendus au monde, et le troisième le plus vendu de l'artiste (après Thriller et Bad). Son budget était de 10 millions de dollars. Michael Jackson a écrit ou co-écrit douze des quatorze chansons de Dangerous qui comporte des sujets tels que la romance, la sexualité, la philanthropie, le racisme, la pauvreté ou encore la religion.
Le premier clip issu de l'album, Black or White, a été diffusé à l'échelle internationale le 14 novembre 1991. D'une durée de 11 minutes, il a été regardé dans 27 pays par un nombre record de 500 millions de téléspectateurs. Dangerous est resté au sommet du Billboard 200 américain pendant quatre semaines et a également dominé les palmarès mondiaux, faisant ses débuts à la première place dans dix pays. Neuf singles sont sortis au total, dont quatre ont atteint le Top 10 du Billboard Hot 100 : Black or White, Remember the Time, In the Closet et Will You Be There.
Salué par la critique comme l'un des plus grands albums de tous les temps, Dangerous est certifié huit fois « Platinum » par la RIAA. Il a reçu quatre nominations aux Grammy Awards et a remporté le prix du meilleur album non classique. Pour cet album le plus vendu au monde en 1992, Michael Jackson a reçu le premier et unique « Billboard n°1 World Album ».

## Conception
Après avoir terminé la tournée du Bad World Tour en janvier 1989 — 123 concerts auxquels ont assisté 4,4 millions de personnes — Michael Jackson travaillait sur un projet intitulé Decade qui devait être une compilation reprenant des titres de ses trois derniers albums et incluant des inédits. Cependant, ce projet fut annulé et il fut décidé de produire un album studio complet. L'artiste avait également été approché pour la bande originale de Batman mais le projet fut également annulé (et c'est finalement Prince qui participa à la bande originale).
En mars 1991, quelques jours après que sa sœur Janet Jackson a signé un contrat de 32 millions de dollars avec Virgin Records, Michael Jackson signe un contrat de 65 millions de dollars avec Sony Music qui venait de prendre le contrôle d'Epic Records. Le contrat accordait à Michael Jackson une avance de 5 millions de dollars par album, avec une participation de 25% sur les ventes. Il s'agit du contrat d’enregistrement le plus lucratif de l’histoire de la musique. Cet accord lui accordait également son propre label, MJJ Records.
Dangerous a été enregistré entre juin 1990 et octobre 1991 dans sept studios d'enregistrement différents, notamment Ocean Way Recording et Westlake Recording Studio. Il a fallu 17 mois pour terminer l’enregistrement, une des plus longues périodes d’enregistrement de la carrière de Michael Jackson. Pendant plus de deux ans, Michael a eu un accès exclusif 24 heures sur 24 à Record One Studios, pour un coût estimé à 4 000 dollars par jour, et à Larrabee Sound pendant environ neuf mois pour à peu près le même prix.
Teddy Riley fit appel à beaucoup de ses collaborateurs dans le projet de Dangerous, comme Bernard Belle dans la composition de Remember the Time et de Why You Wanna Trip On Me, Wayne Cobham pour la programmation, ou Aqil Davidson pour les paroles du rap de She Drives Me Wild.
Le titre Keep the Faith a été écrit par Glen Ballard et Siedah Garrett, le tandem qui avait écrit Man in the Mirror sur l'album Bad.
In the Closet est chanté en duo avec une fille, appelée « Mystery Girl » dans la pochette de l'album. Il s'agit en fait de Stéphanie de Monaco qui de passage aux États-Unis a enregistré sa voix pour Michael Jackson. Selon un entretien (interview) de 1992 avec le journaliste britannique Jonathan Ross, Madonna a prétendu avoir eu quelques idées pour la chanson, mais quand elle les a présentées à Michael Jackson, il a jugé qu'elles étaient trop provocantes et ce projet a été annulé.
Finalement, Michael Jackson, cherchant une voix très particulière et ayant eu l'occasion d'entendre celle de la princesse Stéphanie de Monaco, a convié cette dernière à venir enregistrer la ligne parlée de la chanson aux États-Unis.
Le projet initial, d'après les déclarations de Stéphanie de Monaco, était d'ouvrir un concours après la sortie de l'album ou du single avec cette question: "Qui est la mysterious girl ?".
Cela aurait permis de promouvoir aussi un projet de la princesse.
Le projet a par la suite été abandonné, mais l'album et les livrets l'accompagnant ayant déjà été pressés et imprimés, Stéphanie de Monaco ne sera jamais créditée pour son duo avec Michael Jackson.
Will You Be There est la chanson du film Sauvez Willy. Dans l’introduction, on peut entendre la Symphonie nº 9 de Beethoven.
Quant à Gone Too Soon, elle est un hommage à Ryan White, un garçon atteint du sida et mort quelques mois avant la sortie de l'album.
Durant la session d'enregistrement de l'album, Michael Jackson et Teddy Riley ont réalisé deux morceaux utilisés ultérieurement pour l'album Blood on the Dance Floor (1997) : Ghosts et Blood on the Dance Floor. Michael Jackson a également composé avec Bryan Loren pour cet album mais aucune des chansons n'a été retenue (il participe musicalement à la batterie sur Who is it et Black or White, ainsi qu'au synthés Moog pour ce dernier,). Une chanson issue de cette collaboration appelée Superfly Sister est présente sur l'album Blood on the Dance Floor.

## Liste des titres
| No  | Titre                    | Auteur                                                  | Durée |
| --- | ------------------------ | ------------------------------------------------------- | ----- |
| 1.  | Jam                      | Michael Jackson, Teddy Riley, René Moore, Bruce Swedien | 5:39  |
| 2.  | Why You Wanna Trip On Me | Teddy Riley, Bernard Belle                              | 5:24  |
| 3.  | In the Closet            | Michael Jackson, Teddy Riley                            | 6:31  |
| 4.  | She Drives Me Wild       | Michael Jackson, Teddy Riley                            | 3:41  |
| 5.  | Remember the Time        | Michael Jackson, Teddy Riley, Bernard Belle             | 4:00  |
| 6.  | Can't Let Her Get Away   | Michael Jackson, Teddy Riley                            | 4:58  |
| 7.  | Heal the World           | Michael Jackson                                         | 6:24  |
| 8.  | Black or White           | Michael Jackson                                         | 4:15  |
| 9.  | Who Is It                | Michael Jackson                                         | 6:34  |
| 10. | Give In to Me            | Michael Jackson, Bill Bottrell                          | 5:29  |
| 11. | Will You Be There        | Michael Jackson                                         | 7:40  |
| 12. | Keep the Faith           | Michael Jackson, Glen Ballard, Siedah Garrett           | 5:57  |
| 13. | Gone Too Soon            | Larry Grossman, Buz Kohan                               | 3:26  |
| 14. | Dangerous                | Michael Jackson, Teddy Riley, Bill Bottrell             | 7:00  |

| 1. | Black or White (Official Upscaled Video)    | Michael Jackson                                         | 11:02 |
| 2. | Remember the Time (Official Upscaled Video) | Michael Jackson, Teddy Riley, Bernard Belle             | 9:19  |
| 3. | In the Closet (Official Video)              | Michael Jackson, Teddy Riley                            | 6:05  |
| 4. | Jam (Official Video)                        | Michael Jackson, Teddy Riley, René Moore, Bruce Swedien | 7:51  |
| 5. | Who Is It (Official Video)                  | Michael Jackson                                         | 6:38  |
| 6. | Heal the World (Official Video)             | Michael Jackson                                         | 6:23  |
| 7. | Give In to Me (Official Video)              | Michael Jackson, Bill Bottrell                          | 5:31  |
| 8. | Will You Be There (Official Video)          | Michael Jackson                                         | 3:38  |
| 9. | Gone Too Soon (Official Video)              | Larry Grossman, Buz Kohan                               | 3:21  |

## Singles
Les singles les plus connus et ayant eu le plus de succès sont : Jam, Remember the Time, Black or White, In the Closet et Heal the World. Ci-dessous, la meilleure position des titres dans le Billboard Hot 100 (États-Unis) et le UK Singles Chart (Royaume-Uni).
1. Black or White : U.S. #1 / UK #1
2. Remember the Time : U.S. #3 / UK #3
3. In the Closet : U.S. #6 / UK #8
4. Jam : U.S. #26 / UK #12
5. Who Is It : U.S. #14 / UK #10
6. Heal the World : U.S. #27 / UK #2
7. Give In to Me : UK #2 (sorti uniquement en Europe)
8. Will You Be There : U.S. #7 / UK #8
9. Gone Too Soon : UK #33 (sorti uniquement au Royaume-Uni)

- Dangerous devait également sortir aux États-Unis comme ultime single de l'album, mais les problèmes judiciaires de l'artiste (affaire Chandler) ont fait que cette sortie fut annulée.

## Clips vidéos
| Chronologie des clips |
| --- |
| 1991 : - Black or White, réalisé par John Landis, avec Macaulay Culkin |
| 1992 : - Remember the Time, réalisé par John Singleton, avec Eddie Murphy, Iman et Magic Johnson - In the Closet, réalisé par Herb Ritts, avec Naomi Campbell - Who Is It, réalisé par David Fincher - Jam, réalisé par David Kellogg et coréalisé par Michael Jackson, avec Michael Jordan, Heavy D et Kris Kross - Heal the World, réalisé par Joe Pytka |
| 1993 : - Give In to Me, réalisé par Andy Morahan, avec Slash - Will You Be There, réalisé par Vincent Paterson - Gone Too Soon, réalisé par Billy DiCicco |

Comme à son habitude, Michael Jackson sort pour ses chansons des clips parmi les plus chers, les plus créatifs et les plus innovants de leur époque : Give In to Me, avec la participation de Slash des Guns N' Roses (ainsi que de Gilby Clarke et Teddy Andreadis) ; Heal the World (correspondant à l'organisation caritative du même nom avec des enfants et des adultes du monde entier) ; Will You Be There avec Michael Jackson interprétant le titre sur scène.
Quelques-uns des autres clips ont un scénario et des séquences de danse plus complexes avec souvent des apparitions de célébrités : le clip de Jam montre Michael Jackson et Michael Jordan jouant au basketball et dansant ensemble (Kris Kross fait également une apparition dans le clip). Remember the Time, dont la durée originale est de 9 minutes, se déroule dans un palais égyptien avec la présence d'Eddie Murphy jouant un pharaon cherchant un divertissement pour sa femme jouée par Iman. Magic Johnson tient par ailleurs ici le rôle de garde du pharaon. Le clip de Who Is It, réalisé par David Fincher, a une ambiance sombre, tel un polar, montrant une femme aux multiples visages. Dans In the Closet, réalisé par Herb Ritts Michael et Naomi Campbell se meuvent dans un décor de refuge désertique.
Parmi tous les clips issus de Dangerous, celui de Black or White, où Macaulay Culkin est le personnage principal de la séquence d'introduction, est de loin le plus diffusé, le plus populaire et le plus marquant à ce jour. Il a été réalisé par John Landis, qui avait déjà réalisé pour Jackson le mythique clip de Thriller en 1983. Le clip de Black or White, dont la durée originale est de 10 minutes, a été diffusée en mondovision le 14 novembre 1991 sur les chaînes MTV, VH1, BET et ABC, établissant ainsi un record avec sa première diffusion suivie par près de 500 millions de téléspectateurs dans le monde. La chanson, message d’égalité et de tolérance, est marquée par la prestation de Slash des Guns N' Roses à la guitare. La séquence de morphing dans le clip était très innovante pour l'époque. Par ailleurs, on peut y voir Tyra Banks quand elle était jeune.

## Style musical
Musicalement, Dangerous marque un changement de cap par rapport à Bad avec le départ de Quincy Jones et l'arrivée de Teddy Riley, le créateur du new jack swing pour la coproduction des titres avec Jackson. La production est nettement plus dépouillée que sur les albums précédents, les rythmiques sont synthétiques et minimales. Outre le new jack swing, l'album inclut du gospel, du rap, du hard rock et même de la musique classique (dans l'introduction de Will You Be There, avec un emprunt à Beethoven). L'album a largement contribué à amener une nouvelle génération de fans au chanteur, notamment en France, où ses ventes se rapprochent des deux millions d'exemplaires.

## Description de la pochette
La pochette de l'album Dangerous est une véritable œuvre d'art composée par le peintre américain Mark Ryden en accord avec Michael Jackson. Très riche, on peut ainsi y observer de nombreuses choses, comme :
- La tête de Phineas Taylor Barnum au premier plan (une tête de mort orientée à 90° est dessinée dans son oreille) avec un nain dessus en costume de cirque ;
- La carte du monde dans la main en pierre de Michael Jackson au premier plan ;
- On reconnait les costumes et postures de personnages qui ont marqué l'histoire comme Napoléon Bonaparte en costume de sacre avec une tête de chien (à gauche), et la reine Élisabeth II avec une tête d'oiseau (à droite) ;
- Il y a un singe ailé en haut à gauche (clin d'œil au Magicien d'Oz) ;
- Le chanteur jeune est visible en bas à droite assis dans un des wagons du manège ;
- Une statuette de Michael Jackson est visible derrière Phineas Taylor Barnum. Michael Jackson est également représenté plus jeune dans un chariot du petit train (en bas à droite) ;
- Beaucoup d'animaux sont présents sur cette pochette faisant penser à l'Arche de Noé. Au milieu d'eux, un paon se tient fièrement, symbole d'immortalité. C'est la troisième fois que cet animal figure sur un album de Michael Jackson, les deux autres étant Destiny et Triumph avec le groupe The Jacksons (au dos de la pochette et aussi à l'intérieur). Dans le clip Can You Feel It, un paon est aussi présent ;
- On voit un petit tunnel avec une tête de mort et des petits bateau pirates qui font référence à Pirates des Caraïbes, une des attractions des parcs Disney préférées de Michael Jackson ;
- Au pied de la reine, on peut voir le buste d'un enfant au visage à moitié noir et à moitié blanc, faisant référence à la chanson Black or White de l'album ;
- Au pied du roi, une statue représente La Naissance de Vénus, tableau réalisé par Sandro Botticelli ;
- En bas de la reine, le couple enfermé dans la bulle est un clin d'œil au tableau de Jérôme Bosch : Le Jardin des délices.

NB : À l’œil nu, certains détails sont visibles uniquement sur la pochette 33 tours car trop petits pour la pochette CD.

### À propos
- Il existe une version CD collector « pop-up 3D » de l'album qui, lors de l'ouverture de la boîte, donne un effet 3D à l’œuvre de Mark Ryden grâce à des éléments superposés en carton[14].

- L’œuvre a également été reproduite en lithographie, ornée d'un cadre doré, en édition limitée et dans un format plus grand que celui de la pochette 33 tours[15].

- Des pressages tests sur des vinyles picture disc, reprenant l’œuvre de Mark Ryden, furent réalisés en quantité très limitée et parfois sans graver les chansons adéquates qui ont été remplacées par une musique de Noël de Richard Clayderman ! Ces disques sont très recherchés par les collectionneurs avec des prix pouvant atteindre 1 500 euros[16],[17]. En 2018, une édition picture disc de Dangerous fut réalisée dans le cadre de la sortie de Michael Jackson: The Diamond Celebration[18].

- À l'occasion de l'exposition itinérante Michael Jackson. On The Wall (2018-2020)[19],[20],[21], un cadre doré monumental, spécialement conçu par Mark Ryden, fut exposé afin de mettre en valeur son tableau[22].

## Textes rap
- Jam : paroles et performance par Heavy D.
- She Drives Me Wild : paroles de Aqil Davidson, performance par Wreckx-N-Effect.
- Black or White : paroles de Bill Bottrell, performance par L.T.B

## Crédits
Voici la liste complète (nom du métier en anglais) des artistes, techniciens, ingénieurs, musiciens, présents sur cet album par ordre alphabétique de leur nom de famille :
- Michael Jackson : Arranger, Composer, Direction, Director, Duet, Engineer, Executive Producer, Liner Notes, Lyricist, Mixing, Primary Artist, Producer, Rhythm Arrangements, Soloist, Soprano (vocal), Vocal Arrangement, Vocals, Vocals (background)
- Teddy Riley : Arranger, Composer, Drums, Engineer, Guitar, Keyboards, Mixing, Producer, Rhythm Arrangements, Synthesizer, Synthesizer Arrangements, Unknown Contributor Role, Vocals, Vocals (background)
- Bruce Swedien : Arranger, Composer, Drums, Engineer, Keyboards, Mixing, Percussion, Producer, Vocals, Vocals (background)
- Jeff Porcaro : Drums
- Steve Porcaro : Keyboard Programming, Keyboards, Programming, Synthesizer
- Slash : Guest Artist, Guitar on Black or White et Give In to Me
- Paul Jackson, Jr. : Guitar
- Terry Jackson : Bass, Guitar
- Louis Johnson : Bass, Guitar
- Buz Kohan : Composer, Lyricist
- Abraham Laboriel, Sr. : Bass
- Christa Larson : Soloist, Vocals
- Julie Last : Assistant Engineer
- Rhett Lawrence : Arranger, Drums, Percussion, Programming, Synthesizer, Synthesizer Programming
- Bryan Loren : Drums, Moog Bass, Moog Synthesizer, Moog Lead, Percussion
- L.T.B. : Rap, Vocals
- Johnny Mandel : Arranger, Conductor, Orchestration
- Jasun Martz : Keyboards
- Andres McKenzie : Performer, Voices
- Jim Mitchell : Engineer
- René Moore : Arranger, Composer, Keyboards
- Mystery Girl : Vocals
- Siedah Garrett : Composer, Vocals (background)
- Andraé Crouch : Arranger, Choir Arrangement, Vocals
- Sandra Crouch : Arranger, Choir Arrangement
- Paulinho Da Costa : Percussion
- Aqil Davidson : Composer, Lyricist
- David Paich : Arranger, Keyboard Arrangements, Keyboard Programming, Keyboards, Programming, Rhythm Arrangements, Synthesizer
- Marty Paich : Arranger, Composer, Conductor, Orchestration, Vocals
- Greg Phillinganes : Keyboards, Rhythm Arrangements
- Tim Pierce : Guitar
- Rail Jon Rogut : Assistant Engineer
- Thom Russo : Assistant Engineer, Engineer
- Mark Ryden : Art Direction, Illustrations
- Bernard Belle : Composer
- Big Bush : Clothing/Wardrobe
- Michael Boddicker : Keyboard Programming, Keyboards, Programming, Sequencers, Sequencing, Synthesizer
- Dan Bosworth : Assistant Engineer
- Bill Bottrell : Bass, Composer, Drums, Engineer, Guitar, Lyricist, Mellotron, Mixing, Percussion, Producer, Synthesizer
- William Bottrell : Bass, Drums, Engineer, Guitar, Mellophonium, Percussion, Producer, Synthesizer
- Shanice : Vocals (Background)
- Robert Shaw : Director
- Barton Stevens : Assistant Engineer
- Brad Sundberg : Assistant Engineer
- George Szell : Conductor
- Frank Véron : Assistant Engineer
- Dave Way : Engineer, Mixing
- David Williams : Guitar
- David E. Williams : Guitar
- Shanice Wilson : Vocals (Background)
- Jai Winding : Bass, Keyboards, Piano, Programming
- Kai Winding : Keyboard Programming
- Elaine Anderson : Assistant Engineer
- John Bahler : Arranger, Choir Arrangement, Vocal Arrangement, Vocals
- Glen Ballard : Arranger, Composer
- John Barnes : Bass, Keyboards
- Craig Brock : Assistant, Assistant Engineer
- Brad Buxer : Arranger, Bass, Drums, Keyboard Arrangements, Keyboard Programming, Keyboards, Percussion, Programming, Synthesizer, Vocals
- John Chamberlin : Assistant Engineer
- Wayne Cobham : Programming, Sequencing
- Larry Corbett : Cello, Soloist
- Richard Cottrell : Engineer
- George Del Barrio : Arranger, String Arrangements
- Nancy Donald : Art Direction
- Ashley Farrell : Unknown Contributor Role, Voices
- Karen Faye : Make-Up
- Matt Forger : Engineer, Mixing, Sound Design
- Kevin Gilbert : Engineer, Programming, Sequencing
- Endre Granat : Concert Master, Conductor
- Larry Grossman : Composer
- Bernie Grundman : Mastering
- Linda Harmon : Soprano (vocal), Vocals
- Heavy D : Rap, Vocals
- Jerry Hey : Arranger
- Jean-Marie Horvat : Engineer, Mixing

## Récompenses
- Billboard Music Award : « 1992 World Artist Award for the #1 World Album »
- Soul Train Music Award 1993 : Meilleur Album R&B (catégorie masculine)

## Certifications
| Pays                         | Certification    | Unités certifiées |
| ---------------------------- | ---------------- | ----------------- |
| Allemagne (BVMI)             | 4 × Platine      | 2 000 000         |
| Australie (ARIA)             | 10 × Platine     | 700 000           |
| Autriche (IFPI)              | 4 × Platine      | 200 000           |
| Brésil (PMB)                 | Or               | 180 000           |
| Canada (Music Canada)        | 6 × Platine      | 600 000           |
| Danemark (IFPI Danmark)      | Or               | 50 000            |
| États-Unis (RIAA)            | 8 × Platine      | 8 000 000         |
| Europe (IFPI)                | 5 × Platine      | 5 000 000         |
| Finlande (Musiikkituottajat) | Platine          | 61 896            |
| France (SNEP)                | Diamant          | 1 000 000         |
| Mexique (AMPROFON)           | 2 × Platine + Or | 600 000           |
| Nouvelle-Zélande (RMNZ)      | 6 × Platine      | 90 000            |
| Pays-Bas (NVPI)              | 3 × Platine      | 300 000           |
| Royaume-Uni (BPI)            | 6 × Platine      | 1 800 000         |
| Suède (GLF)                  | 3 × Platine      | 300 000           |
| Suisse (IFPI)                | 5 × Platine      | 250 000           |

## Titres inédits
- Man In Black, titre écrit et composé par Bryan Loren entre 1989 et 1990. Un extrait a fuité par le biais d'un documentaire audio de John Cameron.
- Don't Be Messin' Around, Morceau des sessions de l’album Bad, produit par Bruce Swedien en 1986-87. Michael y fait un bridge au piano. Bruce Swedien la décrit comme la chanson la plus puissante de Jackson, elle est disponible sur l'album Bad 25 (2012).
- Joy, produite par Teddy Riley et Michael Jackson en 1990, cette chanson sera finalement donnée au groupe Blackstreet, même si une version solo de Michael Jackson existe.
- Monkey Business, chanson écrite par Michael Jackson et Bill Bottrell et produite par ce dernier en 1990, que l'on retrouve en 2004 dans le coffret The Ultimate Collection. Cette chanson avait fuité en 2002.
- If You Don't Love Me, titre écrit et composé par Michael Jackson, Teddy Riley et Bernard Belle en 1991[40]. Ce titre possède un son pop/rock marqué[40].
- Girls of Another Love, ballade écrite et composée par Michael Jackson et Teddy Riley en 1991.
- Planet Earth, poème écrit par Michael Jackson en 1990, le texte de ce poème figure dans le livret de l’album Dangerous. Planet Earth est disponible dans l'album This Is It, lu par Michael Jackson sans musique.
- Bottle of Smoke, titre écrit et composé par Michael Jackson et Bill Bottrell en 1989.
- Someone Put Your Hand Out, chanson issue au départ des sessions d'enregistrement de Bad. Ecrite et composée par Michael Jackson et Teddy Riley, elle est commercialisée par Pepsi dans le cadre de la promotion du Dangerous World Tour[41] puis est sortie dans le coffret The Ultimate Collection (2004).
- Serious Effect (avec le rappeur LL Cool J), titre produit par Bryan Loren, avec un son mêlant rythmique new jack et sons de guitare électronique[42].
- Trust About Youth, écrit et composé par Michael Jackson et René Moore.
- Fever, écrit et composé par Michael Jackson et Teddy Riley en 1991.
- Mind Is The Magic, chanson écrite par Michael Jackson et Bryan Loren et offerte aux magiciens allemands Siegfried & Roy (qui ont travaillé avec Michael sur le Bad World Tour) comme titre de clôture pour leurs spectacles Beyond Belief Show à Las Vegas.
- Seven Digits, titre écrit et composé par Michael Jackson et René Moore en 1989.
- Work That Body, écrit et composé par Michael Jackson et Bryan Loren en 1990.
- Baby Smiles, écrit et composé par Michael Jackson et Teddy Riley en 1990.
- She Got It.
- Blood on the Dance Floor, chanson enregistrée pour l’album Dangerous mais utilisée six ans après pour l'album Blood On The Dance Floor - HIStory In The Mix.
- What About Us, démo de Earth Song.
- For All Time, chanson écrite par Steve Porcaro du groupe Toto, issue des sessions de l'album Thriller puis Dangerous. Elle est disponible sur l'album Thriller 25 (2008).
- Superfly Sister, chanson à l’origine intitulée « Superfly soul sister », produite par Michael Jackson et Bryan Loren en 1990, disponible depuis 1997 sur Blood On The Dance Floor - HIStory In The Mix.
- Ghosts, titre retravaillé ensuite pour le moyen métrage Ghosts et rendu disponible sur Blood On The Dance Floor - HIStory In The Mix.
- Do You Know Where Your Children Are, chanson composée et écrite en 1990. Elle est disponible sur Xscape et aussi dans sa version démo sur la version « Deluxe Edition » de ce même album.
- Slave to the Rhythm, chanson enregistrée en 1991. L'album posthume Xscape, sorti en 2014, contient une version retravaillée de cette chanson. La démo originale figure sur la version « Deluxe Edition » de ce même album.
- Splash We Can Get Wet Babe, titre composé en 1989.
- Lisa, It's Your Birthday, titre écrit et composé par Michael Jackson en 1991.
- Jane Is a Groupie (avec le rappeur 2Pac), titre écrit et composé par Michael Jackson en 1991.

## Divers
- La première écoute de l'album en public se déroula à Londres lors d'une avant-première organisée le 20 novembre 1991.
- Lors de la sortie de l'album, Michael Jackson a réuni plus de 90 journalistes à bord d'un Concorde afin de l'écouter.
- L'album existe dans une Special Edition avec un son remasterisé et qui contient un livret avec des photos différentes. Il existe également dans un format « longbox » (boîte de format allongé).